# Xylocopa imitator
Xylocopa imitator är en biart som beskrevs av Smith 1854. Xylocopa imitator ingår i släktet snickarbin, och familjen långtungebin.

## Underarter
Arten delas in i följande underarter:
- X. i. nigriceps
- X. i. imitator